# Sallagriffon
Sallagriffon (in italiano: Sallagriffone) è un comune francese di 52 abitanti situato nel dipartimento delle Alpi Marittime della regione della Provenza-Alpi-Costa Azzurra.

## Società

### Evoluzione demografica
Abitanti censiti